# Карлос Валдерама
Карлос Алберто Валдерама Паласио (шп. Carlos Alberto Valderrama Palacio; Санта Марта, 2. септембар 1961), познат и као El Pibe („Дете“) је бивши колумбијски фудбалер. Препознатљив је по својој масивној плавој коси. Био је члан колумбијске репрезентације током деведесетих. Између 1985. и 1998. је наступио 111 пута за државни тим и постигао 11 голова, а уједно је и фудбалер са највише наступа за репрезентацију те земље. Познат је по прецизним додавањима.
Године 2004. стављен је на листу ФИФА 100, списак 125 највећих живих фудбалера који је саставио Пеле. Године 2005, проглашен је чланом Најбољих једанаест свих времена МЛС-а.
Тренутно је тренер на фудбалској академији у Клирвотеру, на Флориди.